# Psecas cyaneus
Psecas cyaneus là một loài nhện trong họ Salticidae.
Loài này thuộc chi Psecas. Psecas cyaneus được Carl Ludwig Koch miêu tả năm 1846.